# Dombås
Dombås er en norsk stationsby ved jernbanen Dovrebanen (Oslo-Trondheim) og Europavej E6 inden for Dovre kommune, Innlandet fylke, beliggende ved Dovrefjell cirka 210 kilometer syd for Trondheim. Stedet er servicecentrum for øvre del af Gudbrandsdalen og turistcentrum, særligt skisport. I Dombås begynder også jernbanestrækningen Raumabanen.